# Homeland (Fernsehserie)/Staffel 5
Die fünfte Staffel der US-amerikanischen Fernsehserie Homeland wurde 2015 erstmals im Fernsehen ausgestrahlt, beim US-Sender Showtime. Der deutsche Sender Sat.1 übernahm 2016 die deutschsprachige Erstausstrahlung.

## Hauptfiguren
- Carrie Mathison: Sicherheitschefin der Düring-Stiftung, Ex-CIA-Agentin
- Saul Berenson: Division Chief der CIA für den Nahen Osten und Europa
- Peter Quinn: CIA-Geheimagent, Auftragsmörder
- Allison Carr: Station Chief der CIA für Deutschland, Liebhaberin von Saul Berenson
- Otto Düring: Milliardär und Vorsitzender der Düring-Stiftung
- Laura Sutton: US-Enthüllungsjournalistin in Diensten der Düring-Stiftung
- Jonas Hollander: Juristischer Berater der Düring-Stiftung, Liebhaber von Carrie Mathison
- Dar Adal: Leitender CIA-Mitarbeiter für verdeckte Operationen

## Handlung
| Nr. (ges.) | Nr. (St.) | Deutscher Titel         | Originaltitel                | Erstausstrahlung USA | Deutschsprachige Erstausstrahlung (D) | Regie               | Drehbuch                                     |
| --- | --------- | ----------------------- | ---------------------------- | -------------------- | ------------------------------------- | ------------------- | -------------------------------------------- |
| 49 | 1         | Die Schwachstelle       | Separation Anxiety           | 4. Okt. 2015         | 3. Apr. 2016                          | Lesli Linka Glatter | Chip Johannessen, Ted Mann                   |
| Die beiden Dschihad-feindlichen Hacker Numan und Korzenik kopieren von Berlin aus unter Ausnutzung einer Sicherheitslücke von den Computern der CIA geheime Daten, in denen die illegale Inanspruchnahme der CIA durch den BND zur Überwachung von Terrorverdächtigen thematisiert wird, und geben diese Erkenntnis an Sutton weiter, ohne ihre Identität preiszugeben. Mathison, die mit ihrer Tochter und ihrem Freund Jonas Hollander mittlerweile in Berlin lebt, lehnt die Anfrage Suttons ab, die Daten unter Zuhilfenahme ihrer CIA-Privilegien zu prüfen. Mathison nimmt in Berlin Kontakt zu einem Scheich der Hisbollah auf, damit Düring eine sichere Reise in das libanesisch-syrische Grenzgebiet garantiert wird. Berenson und Carr treffen sich in Berlin mit Vertretern des deutschen Staats, diese brechen wegen des Datenlecks und des daraus entstandenen Misstrauens das Treffen ab. Quinn, vor kurzem aus dem Libanon zurückgekehrt, wird von Berenson in Berlin als Auftragsmörder eingesetzt, der eine Todesliste mit lauter Dschihadisten abarbeitet. Als erstes spürt er einen Bombenbauer auf und tötet ihn gefühlskalt. |           |                         |                              |                      |                                       |                     |                                              |
| 50 | 2         | Drecksarbeit            | The Tradition of Hospitality | 11. Okt. 2015        | 3. Apr. 2016                          | Lesli Linka Glatter | Patrick Harbinson                            |
| Sutton veröffentlicht einen kleinen Teil der Daten und die Geschichte, die den BND in schlechtem Licht erscheinen lässt, und hält ihre Quelle geheim, weshalb sie vom BND verhaftet und befragt wird, bis sie mit Hilfe eines Anwalts frei kommt. Die deutschen Staatsvertreter fordern vom CIA wegen des Datenlecks personelle Konsequenzen, sodass Berenson Carr den Rücktritt nahelegt. Mathison begleitet Düring in ein Flüchtlingslager an der libanesisch-syrischen Grenze, das er mit Geld unterstützen will. Kurz nach der Rede Dürings im Grenzgebiet, in dem stete Terrorgefahr herrscht, vereitelt Mathison ein Selbstmordattentat. Zurück in Beirut erfährt sie, dass es nicht Düring, sondern ihr gegolten hat. Unterdessen stellt Quinn in Berlin einer Terror-Helferin nach, die Jugendliche für islamistischen Terrorismus rekrutiert, und tötet sie kaltblütig. Im Anschluss stellt sich Mathison als die nächste der von Quinn zu tötenden Personen heraus. |           |                         |                              |                      |                                       |                     |                                              |
| 51 | 3         | Die Summe meiner Sünden | Super Powers                 | 18. Okt. 2015        | 10. Apr. 2016                         | Keith Gordon        | Alex Gansa, Meredith Stiehm                  |
| Mathison, die sich wegen des Attentatsversuchs auf sich auf der Abschussliste sieht, lässt sicherheitshalber ihre Tochter ausfliegen und bringt sich und Hollander in einer abgelegenen Villa in Sicherheit. Nachdem sie ihre Medikamente abgesetzt hat, hat sie Halluzinationen und es kommt zum Streit zwischen beiden. Quinn entführt Hollanders Sohn, lockt ihn so aus dem Versteck, dessen Ort er nun kennt. Er spürt Mathison dort auf und überwältigt sie. Nachdem sich die beiden Hacker bzgl. der Verwendung der erbeuteten Daten gestritten haben, bietet Korzenik ohne Numans Wissen aus Profitgier die Daten einem russischen Politiker an. Unterdessen beschließt Berenson, dass Carr ihre Arbeitsstelle behalten darf, und erwirkt dafür, dass der US-Botschafter in Deutschland abtreten muss. Es erweist sich, dass Berenson und Carr ein Liebespaar sind. Berenson ist wegen des Anschlagsversuchs im Nahen Osten in Berlin auf der Suche nach Mathison, erhält aber von Düring keine Informationen über sie. Dar Adal teilt Berenson mit, dass die Zeit reif dafür ist, dass der CIA die Absetzung Baschar al-Assads als syrischer Präsident erwirken sollte. |           |                         |                              |                      |                                       |                     |                                              |
| 52 | 4         | Das Schließfach         | Why Is This Night Different? | 25. Okt. 2015        | 10. Apr. 2016                         | John Coles          | Ron Nyswaner                                 |
| Korzenik bringt die erbeuteten CIA-Daten zu russischen Mittelsmännern. Misstrauisch über etwaige Mitwisser ermorden die Russen Numans Freundin Katja sowie Korzenik. Parallel dazu sucht Sutton in der Berliner Hackerszene nach Numan, um die erbeuteten Daten zu erhalten, nachdem Korzenik Numans ersten Übergabeversuch sabotiert hatte. Unterdessen ist Berenson mit Carr in Genf, wo er in einer Geheimoperation den syrischen General Youssef trifft. Berenson versucht Youssef, der für eine Transplantation seiner Tochter illegal sein Land verlassen hat, davon zu überzeugen, mit der Unterstützung der Vereinigten Staaten und 10 Millionen Dollar Al-Assad als Präsident abzulösen. Youssef möchte das aber nicht und reist wieder ab. Unterdessen hält Quinn Mathison, die erfolglos nach einer Erklärung für den Mordauftrag fragt, versteckt und täuscht mit ihr ihre Ermordung vor. Dazu deponiert Quinn ein Beweisfoto in einem Postschließfach. Als er die Postfiliale verlässt, versucht ein Mann ihn zu ermorden. Dieser stirbt in Quinns und Mathisons Kugelhagel, bei dem Quinn aber schwer verletzt wird. Zurück im Versteck, wählt Mathison die einzige Nummer, die im Handy des Mannes gespeichert ist. Den Anruf nimmt Carr inkognito entgegen, Sekunden nachdem das Flugzeug Youssefs gestartet ist. Im selben Moment explodiert das Flugzeug in der Luft. |           |                         |                              |                      |                                       |                     |                                              |
| 53 | 5         | Verrat                  | Better Call Saul             | 1. Nov. 2015         | 17. Apr. 2016                         | Michael Offer       | Benjamin Cavell, Alex Gansa                  |
| Allison Carr spielt ein doppeltes Spiel, spioniert für den russischen Geheimdienst, in dessen Auftrag sie Mathisons Name auf der Todesliste platziert hatte. Im Auftrag ihres Kontaktmannes Ivan Krupin arbeitet sie nun daran, Berenson gegenüber Dar Adal zu diskreditieren und vom russischen Geheimdienst als dem wahren Schuldigen für den Bombenanschlag auf das Flugzeug abzulenken. Dazu legt sie Berenson gefälschte Beweise vor, durch die Berensons Freund Etai Luskin, der vom Mossad und ebenso wie er Jude ist, in Verdacht für den Anschlag gerät. Mathison wendet sich an Berenson, damit er ihr Zugang zu dem übrigen Teil von den illegal kopierten Daten verschafft, mit deren Hilfe sie die Schuldigen für die Anschläge auf sich und Youssef zu finden hofft. Unterdessen hackt Numan die Webseite der russischen Botschaft und ruft so öffentlich dazu auf, den russischen Mörder zu finden, der nun im Besitz der Geheimdaten ist. Da Quinn verletzungsbedingt zu verbluten droht, aber bei einer Einlieferung ins Krankenhaus die Sicherheit Mathisons in Gefahr sieht, flieht er aus seinem Versteck und versucht sogar Suizid. |           |                         |                              |                      |                                       |                     |                                              |
| 54 | 6         | Die Mauer               | Parabiosis                   | 8. Nov. 2015         | 17. Apr. 2016                         | Alex Graves         | Chip Johannessen, Ted Mann                   |
| Quinn wird von dem arabischstämmigen Arzt Dr. Hussein aufgenommen und gepflegt. Das Haus des Mannes ist ein Versammlungsort von Dschihadisten, deren eben aus Haft entlassener Anführer misstrauisch gegenüber Quinn ist. Als Quinn von dem Anführer angegriffen wird, tötet er diesen. Unterdessen trifft sich Mathison mit Berenson am Potsdamer Platz und bittet ihn um Beschaffung des übrigen Teils der Daten, um damit zu ermitteln, warum der russische Geheimdienst es auf sie abgesehen hat. Jedoch weigert sich Berenson, weil er Mathison misstraut und ihre Beziehung in den letzten Jahren stark gelitten hat. Das Misstrauen von Dar Adal gegenüber Berenson wächst, als letzterer nicht preisgeben will, von wem er die Information hat, dass Russen für den Bombenanschlag auf das Flugzeug verantwortlich sind. Nachdem seine Benutzerrechte für das CIA-Netzwerk von Dar Adal herabgestuft wurden, beschafft sich Berenson die von Mathison gesuchten Daten geheim und durch einen Trick. Ehe er vom CIA verhaftet wird, gibt er sie über Düring an Mathison weiter. |           |                         |                              |                      |                                       |                     |                                              |
| 55 | 7         | Doppelspiel             | Oriole                       | 15. Nov. 2015        | 24. Apr. 2016                         | Lesli Linka Glatter | Alex Gansa, Patrick Harbinson                |
| Quinn schließt sich vorgeblich den Dschihadisten an, die er kennengelernt hat und die in Syrien einen Anschlag planen, insgeheim will er sie aber ausspionieren. Mathison glaubt beim Studium der von Berenson erhaltenen Daten zu erkennen, warum die Russen ihr nach dem Leben trachten. Die Dokumente lassen erkennen, dass ihr Bekannter Ahmed Nazari, den sie aus dem Irak kennt und den sie längst totgeglaubt hat, überraschenderweise am Leben ist. Sie begibt sich an seinen gegenwärtigen Wohnort Amsterdam und durchsucht dort seine Wohnung nach Informationen. Dabei wird sie von Russen überrascht, deren Schüssen sie in letzter Sekunde entkommt. Unterdessen wurde Allison Carr von Mathison und Berenson ins Vertrauen gezogen, ohne dass ihnen bewusst ist, dass sie ihre Informationen an die Russen weitergibt. Als Berenson durch CIA-Sicherheitskräfte aus Berlin zurück in die Vereinigten Staaten gebracht werden soll, lässt er sich von Mossad-Agenten befreien, die Luskin in geheimer Absprache mit ihm ausgesandt hat. |           |                         |                              |                      |                                       |                     |                                              |
| 56 | 8         | Akrobat                 | All About Allison            | 22. Nov. 2015        | 24. Apr. 2016                         | Dan Attias          | Ron Nyswaner                                 |
| Quinn ist mit den Dschihadisten per Auto unterwegs in Richtung Syrien. Bei einem Zwischenstopp im Kosovo wird er von ihnen bewusstlos geschlagen, als er erfährt, dass die Gruppe das Material für einen Giftgasanschlag einlädt, welchen sie in Berlin zu verüben plant. Unterdessen ist Berenson bei Luskin. Als sich herausstellt, dass der Mossad die CIA dabei unterstützt, Berenson auszuliefern, flieht Berenson mit Luskins Hilfe. Der russische Geheimdienst möchte mit Carrs Hilfe verhindern, dass Mathison von der Verbindung zwischen ihm und Ahmed Nazari erfährt. In einer Rückblende auf Ereignisse im Jahr 2005, die in Bagdad während der Besetzung des Irak durch die USA stattfinden, wird deutlich, wie Carr durch korruptes Verhalten gegenüber der CIA vom russischen Geheimdienst dazu erpresst wird, russische Agentin zu werden. Dieses Verhalten beinhaltet, dass Carr Nazari zusagt, sich mit einer hohen Geldsumme in die Karibik abzusetzen. Aus der Rückblende wird zudem deutlich, dass Mathison und Carr anschließend erfahren, dass Nazari offenbar Opfer eines Bombenanschlags geworden ist. In der Gegenwart erkennt Mathison bei der Untersuchung von Nazaris in Amsterdam sichergestelltem Computer, dass offensichtlich Carr für die Russen spioniert. |           |                         |                              |                      |                                       |                     |                                              |
| 57 | 9         | Der Mann im Käfig       | The Litvinov Ruse            | 29. Nov. 2015        | 1. Mai 2016                           | Tucker Gates        | Howard Gordon, Patrick Harbinson, Alex Gansa |
| Mathison begibt sich zu Berenson, der sich vor der CIA versteckt hält. Gemeinsam unterstützen sie den BND dabei, in Unkenntnis der CIA Carr auszuspionieren, um sie so als russische Agentin zu überführen. Carr begibt sich zu einem Treffen mit Krupin in einem geschützten Gebäude des SWR. Kurz bevor beide von deutschen Spezialeinsatzkräften verhaftet werden, treffen sie eine geheime Übereinkunft. Im Verhör durch Dar Adal, den Mathison und Berenson indes von ihrem Verdacht unterrichtet haben, leugnet Carr, russische Spionin zu sein, sondern behauptet, Krupin sei ihr Spion beim SWR. Unterdessen ist Quinn in einem verlassenen Gebäude in der Gefangenschaft der Dschihadisten und erkennt dort, dass sie einen Anschlag mit Sarin-Nervengas planen und dass er ihnen als Testperson für die Wirkung des Gases dienen soll. Die Terroristen wollen mit dem Anschlag erreichen, dass Al-Assad Syrien verlässt und dass der Islamische Staat als Regierung international anerkannt wird. Quinn kann seinen Aufpasser Qasim davon überzeugen, ihm zu helfen. Dieser injiziert Quinn heimlich Atropin als Gegenmittel, ehe Quinn in einer Kammer, in der die Terroristen das Gas freisetzen, mit Schaum vorm Mund zusammenbricht. |           |                         |                              |                      |                                       |                     |                                              |
| 58 | 10        | Brutal normal           | New Normal                   | 6. Dez. 2015         | 1. Mai 2016                           | Dan Attias          | Meredith Stiehm, Charlotte Stoudt            |
| Die Terroristen verbreiten öffentlich ein Video, auf dem sie fordern, der IS solle binnen 24 Stunden als Regierung von Syrien anerkannt werden, und auf dem sie dazu mit der Freisetzung des Sarin-Gases drohen. Zur Untermauerung zeigen sie den unter der Gas-Einwirkung zusammenbrechenden Quinn. Obwohl die Terroristen bemerken, dass Quinn wegen einer Atropin-Injektion noch lebt, lassen sie ihn lebend zurück, während sie das Versteck verlassen. Die Düring-Stiftung erfährt von dem eben von der deutschen Regierung aus dem Gefängnis mitentlassenen terrorverdächtigen Faisal Marwan, dass syrische Terroristen einen Anschlag in Berlin planen. Düring wendet sich an Berenson, damit Marwan den Behörden mit Informationen zum Vereiteln des Anschlags helfen kann. Trotz Berensons Versprechen, Marwans Sicherheit zu garantieren, wird Marwan kurz darauf vom BND verhaftet. Unterdessen sind Berenson und Mathison davon überzeugt, dass Carr eine russische Spionin sei, während Dar Adal sie mangels belastender Beweise nicht für schuldig hält und sie sogar bei den Ermittlungen zur Verhinderung des Anschlags helfen lässt. Basierend auf einem Fliesenmuster, das im Erpresservideo zu sehen sind, ermittelt Mathison mit der Hilfe des BND das Versteck der Terroristen. Dieses findet sie verlassen von den Terroristen, aber mit Quinn vor, der dem Tode nahe ist. |           |                         |                              |                      |                                       |                     |                                              |
| 59 | 11        | Das Ziel ist Berlin     | Our Man in Damascus          | 13. Dez. 2015        | 8. Mai 2016                           | Seith Mann          | David Fury                                   |
| Quinn liegt im Landstuhl Regional Medical Center in einem künstlichen Koma. Mathison und Berenson lassen ihn, sein Leben riskierend, aufwecken, erhalten aber keine Hinweise auf die Terroristen von ihm. Daraufhin ermittelt Mathison, wie Quinn in Kontakt mit den Terroristen gekommen ist, und gelangt mit der Hilfe Dr. Husseins in die Wohnung von Qasim. Dort erkennt sie auch, dass das wahrscheinliche Anschlagsziel der Berliner Hauptbahnhof ist. Die Terroristen bereiten indes vor, das Gas in einem Bahntunnel unter dem Bahnhof freizusetzen. Dabei bemerkt ihr Anführer Bibi, dass der Fernauslöser nicht korrekt funktioniert. Deshalb schickt er Qasim und einen anderen Helfer in den Bahnhof, um das Gas freizusetzen. Im Tiefgeschoss des Bahnhofes entdeckt Mathison schließlich Qasim. Unterdessen wird klar, dass Carr nach wie vor russische Agentin ist. Eine russische Kontaktfrau zwingt sie, dafür zu sorgen, dass den Terroristen der Anschlag gelingt. Damit will Russland dem Westen die vom IS ausgehende Gefahr deutlich machen. Carr bewirkt, dass die Ermittlungsbehörden davon ausgehen, dass ein Berliner Flughafen das Anschlagsziel ist, welcher daraufhin evakuiert wird. Um ihre Rolle zu verschleiern, verletzt sich Carr selbst. Als Mathison bemerkt, dass Carr offenbar lügt, flüchtet Carr aus dem Krankenhaus. Unterdessen gibt Sutton ein Fernsehinterview, in dem sie die Veröffentlichung der von Numan und Korzenik erbeuteten Daten ankündigt und damit indirekt dem deutschen Staat droht. Damit will sie bewirken, dass Marwan freigelassen wird. Dieser begeht jedoch indes Suizid, voller Angst und Verzweiflung ob des Verhörs durch Berenson. |           |                         |                              |                      |                                       |                     |                                              |
| 60 | 12        | Die letzte Illusion     | A False Glimmer              | 20. Dez. 2015        | 8. Mai 2016                           | Lesli Linka Glatter | Liz Flahive, Alex Gansa, Ron Nyswaner        |
| Der BND zwingt Sutton dazu, ihre Anschuldigungen gegen Deutschland öffentlich zu dementieren, und droht ihr dazu damit, Numans Asylstatus zu entziehen. Mathison wirkt im Tiefgeschoss des Hauptbahnhofs so auf Qasim ein, dass das Gas nicht freigesetzt wird. Danach begibt sich Mathison in ihre Wohnung. Dort beendet Hollander die Beziehung zu ihr, auch wegen der Gefahr, der sein Sohn ausgesetzt war. Mathison erhält durch Düring das Angebot, seine Partnerin in der Stiftung zu werden. Während Carr mit der Hilfe des SWR untertaucht und sich an die geheime Reise nach Russland macht, wird Krupin durch Berenson bezüglich Carr verhört. Durch Berensons Zusage, Krupin in ein US-Zeugenschutzprogramm aufzunehmen, gesteht er seine und Carrs wahre Rollen als russische Agenten und liefert entscheidende Hinweise über Carr. Deshalb bewirkt Berenson, dass Carr, während sie per Auto in Richtung Russland gebracht wird, von einem geheimen US-Einsatzkommando überfallen und getötet wird. Unterdessen wurde Quinn am Gehirn operiert und die Prognose der Ärzte lautet, dass er durch die Wirkung des Sarin mit hoher Wahrscheinlichkeit dauerhaft Gehirnschäden behalten wird. Mathison liest daraufhin den von Quinn längst vorbereiteten Abschiedsbrief, verbarrikadiert sich in seinem Patientenzimmer und unterbricht seine computergestützte Pulsüberwachung. |           |                         |                              |                      |                                       |                     |                                              |

## Kritiken
- Michael Hanfeld: Terror in Berlin, in: Frankfurter Allgemeine Zeitung vom 3. April 2016
- Maike Schultz: Neue Staffel zum Kampf gegen den IS "Homeland" zeigt Berlin als Unterschlupf für Terroristen, in: Berliner Zeitung vom 6. Oktober 2015
- Markus Ehrenberg: Explosionen am Kottbusser Tor, in: Tagesspiegel vom 5. Oktober 2015
- Diedrich Diederichsen: Gotteskrieger im ÖPNV, in: Die Zeit Nr. 44/2015 vom 29. Oktober 2015